# IJskern

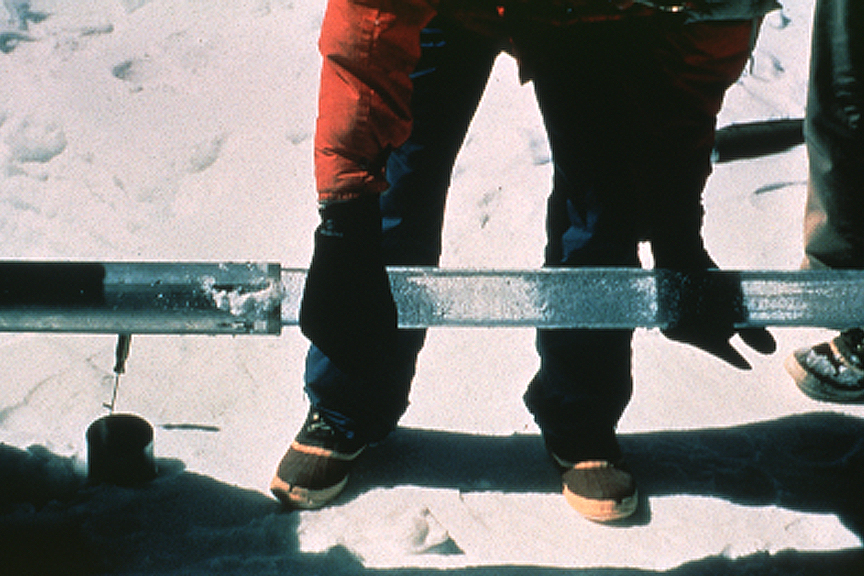
IJskern die uit de boorcilinder wordt gehaald.

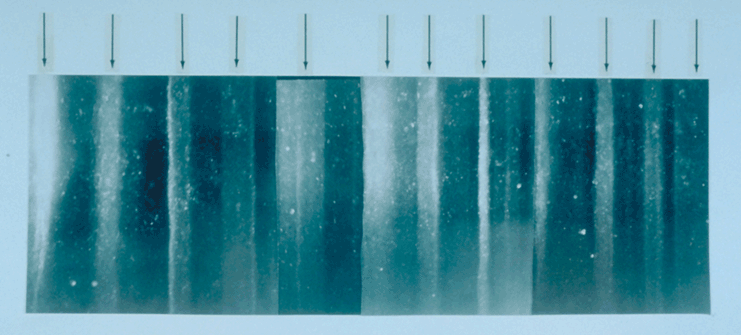
Gelaagdheid in een ijskern afkomstig van Groenland.

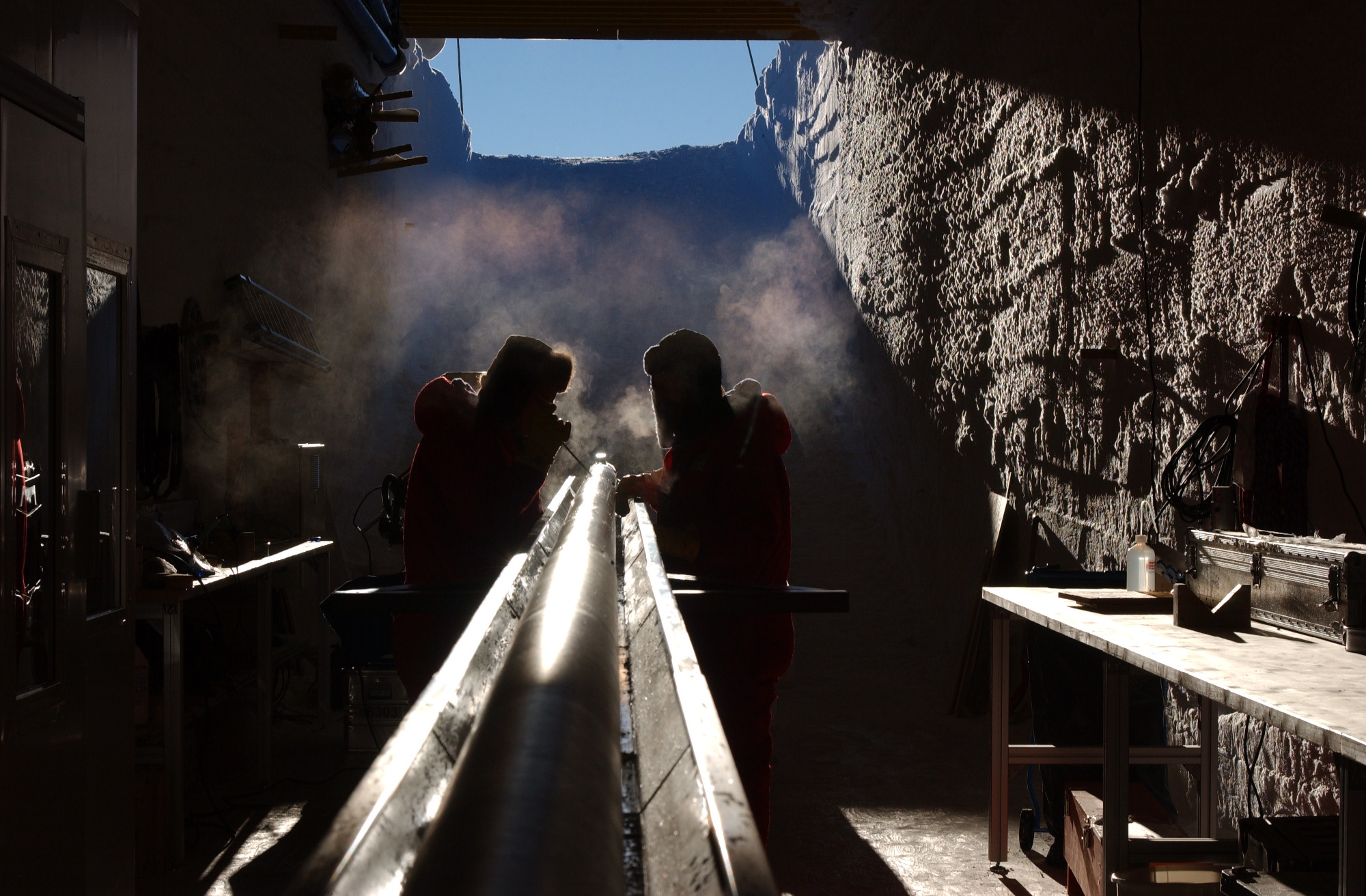
Voorbereidingen voor een boring op Antarctica.

Een ijskern is een cilindervormig monster van ijs, afkomstig van een gletsjer of ijskap. IJskernen vormen binnen de aardwetenschappen een belangrijke bron van gegevens en dan met name voor de paleoklimatologie.

## Methode
Bij voorkeur wordt een ijskern geboord op een plek waar het ijs niet door ijsstromen is vervormd, dit is meestal op de top van een ijskap of een 'ijsdome'. Men boort de kern in delen totdat de bedrock is bereikt en slaat de kernen op in een koelruimte. Vervolgens wordt het ijs met alle mogelijke methodes onderzocht om zo veel mogelijk gegevens te verkrijgen.

### Datering
Om verder onderzoek mogelijk te maken is het belangrijk het ijs correct te dateren. Het dateren kan op verschillende manieren:
- Door middel van radioactieve isotopen, zoals C14. Dit heeft als beperking dat ijs ouder dan 40.000 jaar in principe niet gedateerd kan worden.
- Door het tellen van de jaarlijkse gelaagdheid in het ijs. Deze lagen zijn vergelijkbaar met boomringen en vormen eveneens onder de invloed van seizoenen. Nadeel hiervan is dat in gebieden met weinig sneeuwval (zoals centraal Antarctica) de laagjes erg dun zijn en daardoor lastig van elkaar te onderscheiden. Ook wordt de gelaagdheid minder duidelijk op grotere dieptes als gevolg van compactie en deformatie.
- Tevens is het mogelijk vulkanische aslaagjes (tefra) die zich in het ijs bevinden te gebruiken. Van de as kan worden vastgesteld bij welke eruptie het is vrijgekomen. Van de meeste erupties is de ouderdom bekend en zo kunnen dus ook de laagjes in het ijs gedateerd worden.
- Ten slotte worden ook ijsstroommodellen gebruikt. Dit is vooral van toepassing op de oudere delen van een ijskern, waar de bovenstaande methodes in de praktijk vaak problematisch blijken. Dit zijn complexe modellen waarvoor eerst de interne dynamica van de ijskap goed bekend moet zijn en waarmee een schatting kan worden gemaakt van de ouderdom van ijs op een bepaalde diepte.

### Verdere analyse
Enkele methodes die voor de verdere analyse van het ijs kunnen worden gebruikt:
- Analyse van de gassamenstelling van luchtbelletjes ingesloten in het ijs. Dit is vaak met name gericht op de concentraties koolstofdioxide en methaan.
- Zuurstofisotopenanalyse van het ijs.

## Zie ook

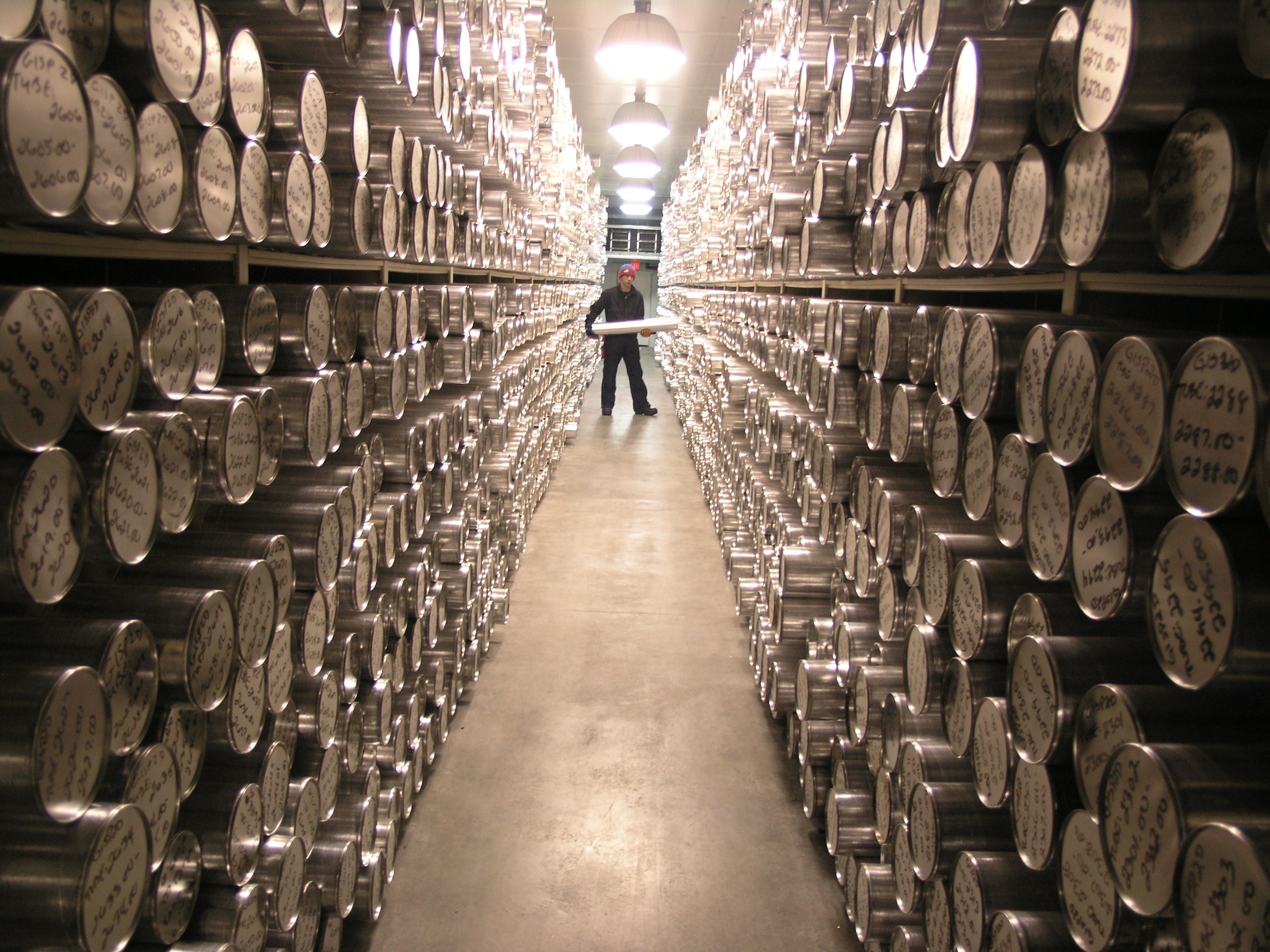
Opslagruimte van ijskernen